# Historia meteorológica del huracán Gordon
La historia meteorológica del huracán Gordon constó de un periodo de trece días durante los cuales la trayectoria de la  tormenta fue errática, persistente y altamente inusual. El huracán se formó cerca de Panamá al suroeste del Caribe el 9 de noviembre de 1994. Como depresión tropical rozó Nicaragua y permaneció varios días en las aguas de la costa del país. Fortalecido ligeramente en una tormenta tropical, Gordon se abrió camino hacia el norte en las Antillas Mayores. A pesar de las aguas cálidas, el descenso del persistente viento impidió un fortalecimiento significativo. Ejecutando un giro lento al norte y posteriormente al noroeste, Gordon hizo dos aterrizajes más, en el este de Jamaica y el este de Cuba, mientras que provocaba fuertes lluvias al oeste de La Española.
Cuando la tormenta tropical Gordon hizo su cuarto aterrizaje al cruzar los Cayos de Florida, interactuó con un ciclón en la parte superior de la troposfera y una serie de bajas ciclónicas le dieron a la tormenta algunas características subtropicales. Después de unos días de ser un inusual híbrido entre un sistema tropical y un sistema subtropical en el Golfo de México, la tormenta reclamó su forma totalmente tropical e hizo una nueva recalada, esta vez a través de la península de Florida, y continuó en el Océano Atlántico. En el Atlántico, Gordon se fortaleció rápidamente a un huracán de categoría 1. El característico recorrido errante de Gordon lo hizo pasar brevemente cerca de Carolina del Norte, pero finalmente la tormenta se dirigió hacia el sur, debilitándose en una pequeña tormenta tropical antes de llegar a su sexta y última recalada en la costa este de Florida.
El huracán Gordon fue la séptima tormenta y tercer huracán de la temporada de huracanes del Atlántico de 1994. Aunque nunca llegó a tierra como un huracán, en su camino serpenteante la tormenta incluyó seis salidas terrestres separadas: cuatro como una tormenta tropical y dos como una depresión tropical. Tres de su toques en tierra fueron en el estado de Florida en Estados Unidos.

## Formación
Durante la primera semana de noviembre, una gran alteración climática se acumuló justo al norte de Panamá sobre el suroeste del mar Caribe. Una ola tropical pasó a través del área y le dio una leve convección atmosférica. Una segunda ola pasó a través del área el 6 de noviembre e introdujo una circulación ciclónica a la perturbación. Durante los siguientes dos días, el sistema se organizó gradualmente y provocó una convección profunda en la costa sureste de Nicaragua. Esta organización, con vientos máximos sostenidos iniciales de 45 km/h, fue designada Depresión Tropical Doce. Moviéndose hacia el noroeste, la tormenta comenzó a fortalecerse lentamente y su flujo de nivel superior se volvió favorable para un mayor desarrollo. Surgieron puntos de convección durante la mañana del 9 de noviembre; las características de anillamiento aparecieron cuando su centro tocó tierra en la costa nordoriental de Nicaragua, cerca de Puerto Cabezas. Un día más tarde, un canal al noroeste de la tormenta sobre el Golfo de México movió la depresión hacia el mar, al nordeste, y sobre cálidas aguas del mar Caribe occidental. Alimentado por estas aguas cálidas, durante la noche del 9 de noviembre pasó a ser una Tormenta Tropical con vientos de 65 km/h.
Al carecer de un movimiento firme debido a las corrientes de dirección débiles, Gordon serpenteó hacia el noreste en presencia de una leve cizalladura del viento oeste-suroeste, incapaz de fortalecerse bajo unas  condiciones adversas. Para el 11 de noviembre, un canal empujó a Gordon hacia el norte-noreste a 13 km/h, y se fortaleció por 9 km/h mientras se movía a través del Mar Caribe central. El canal continuó dirigiendo a Gordon, haciéndolo girar hacia el este hacia Jamaica en la tarde del 12 de noviembre. A pesar de las aguas cálidas, Gordon no se fortaleció ese día debido a que la fuerte corte de la troposfera superior obstaculizó el desarrollo, desorganizó la circulación de nivel superior y redujo sus vientos a 40 km/h.

## A través de las Antillas Mayores

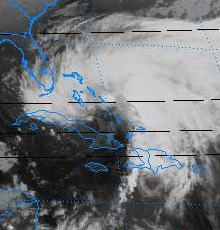
Gordon durante su estado híbrido tropical/subtropical con una banda frontal de lluvia sobre Haití

El 13 de noviembre fue un día activo para la tormenta tropical Gordon. La depresión sobre el sur de Florida y el Golfo de México siguió empujando a Gordon hacia el este hacia Jamaica. En las horas previas al amanecer, la tormenta cortó el borde oriental de la isla, dejando 18.9 cm de lluvia. La cizalladura del viento del sudoeste evitó que la tormenta se desarrollara a más de 75 km/h, pero ni la cizalladura ni el toque con tierra afectaron significativamente la organización del ciclón. Acelerando, Gordon giró hacia el nordeste. Pronto, Gordon se volvió hacia el noreste. La cizalla continua impidió el desarrollo de nivel superior necesario para la organización ciclónica típica, pero se había formado una fuerte circulación de menor nivel. Sus vientos continuos seguían siendo de solo 65 km/h, pero a medida que el sistema se acercaba al este de Cuba se informó de una ráfaga de 192 km/h. El centro cruzó cerca de la bahía de Guantánamo y la tormenta arrojó fuertes lluvias a su paso sobre la parte oriental de la isla; incluso una lluvia más fuerte cayó en Haití hacia el oeste, donde se registraron 58.27 cm de lluvia en Camp-Perrin.
Mientras tanto, la circulación a gran escala que cubría la mayor parte del Mar Caribe (de la cual la Tormenta Tropical Gordon era solo una parte) estaba interactuando con un canal de la troposfera superior cerca del Estrecho de Florida. Esta depresión fortaleció el amplio ciclón de nivel superior, que a su vez fortaleció a Gordon y generó varias otras circulaciones de bajo nivel oeste del mar Caribe. Cuando Gordon cruzó el este de Cuba, el Centro Nacional de Huracanes determinó que se había convertido en el más dominante de estos sistemas de bajo nivel y había absorbido sus convecciones. (El meteorólogo José Fernández-Partagas expresó la opinión minoritaria de que el centro circulatorio de Gordon se había disipado sobre Cuba y que un sistema de baja presión cerca de las Bahamas era ahora el sistema dominante, lo que habría significado la desaparición de la tormenta tropical Gordon y el surgimiento de una nueva tormenta. Mientras fue posible, esta visión no fue aceptada por los resúmenes oficiales de huracanes.) Al caer la noche del 13 de noviembre, Gordon no solo había llegado a tierra y sobrevivido a competir  con tres sistemas , sino que, al asimilar el bajo bahamense, había ganado el núcleo central frío típico de un ciclón subtropical.
El ciclón de capas profundas dentro del cual Gordon estaba incrustado condujo la tormenta al noroeste, al sur de las Islas Turcas y Caicos y las Bahamas, el 14 de noviembre. Una gran cadena de alta presión cerca de la costa este de los EE. UU. Aumentó el gradiente de presión alrededor de la tormenta, por lo que a pesar de sus elementos subtropicales (es decir, la falta de convección profunda) impidió un núcleo de fuertes vientos inmediatamente alrededor del núcleo de la tormenta, fuertes vientos fueron apoyados fuera del centro circulatorio de la tormenta. Estos vientos aumentaron hasta 85 km/h, pero no se fortalecieron más. La cresta continuó dirigiendo la Tormenta Tropical/Subtropical Gordon híbrida hacia el noroeste pasando las Bahamas occidentales. Esto trajo la parte sur de la circulación de la tormenta sobre el norte de Cuba, mientras que el fortalecimiento de la circulación norte produjo vientos de 90 km/h cerca de Palm Beach. La cuarta toma de tierra de la tormenta ocurrió el 15 de noviembre cuando Gordon pasó por encima de los Cayos de Florida cerca de Key West, Florida. Luego, la tormenta continuó hacia el oeste sobre los Cayos inferiores y hacia los Estrechos de Florida, donde el centro de la tormenta comenzó a calentarse y la convección profunda señaló el regreso de las características puramente tropicales de Gordon.

## Segunda llegada a tierra en Florida y fuerza máxima

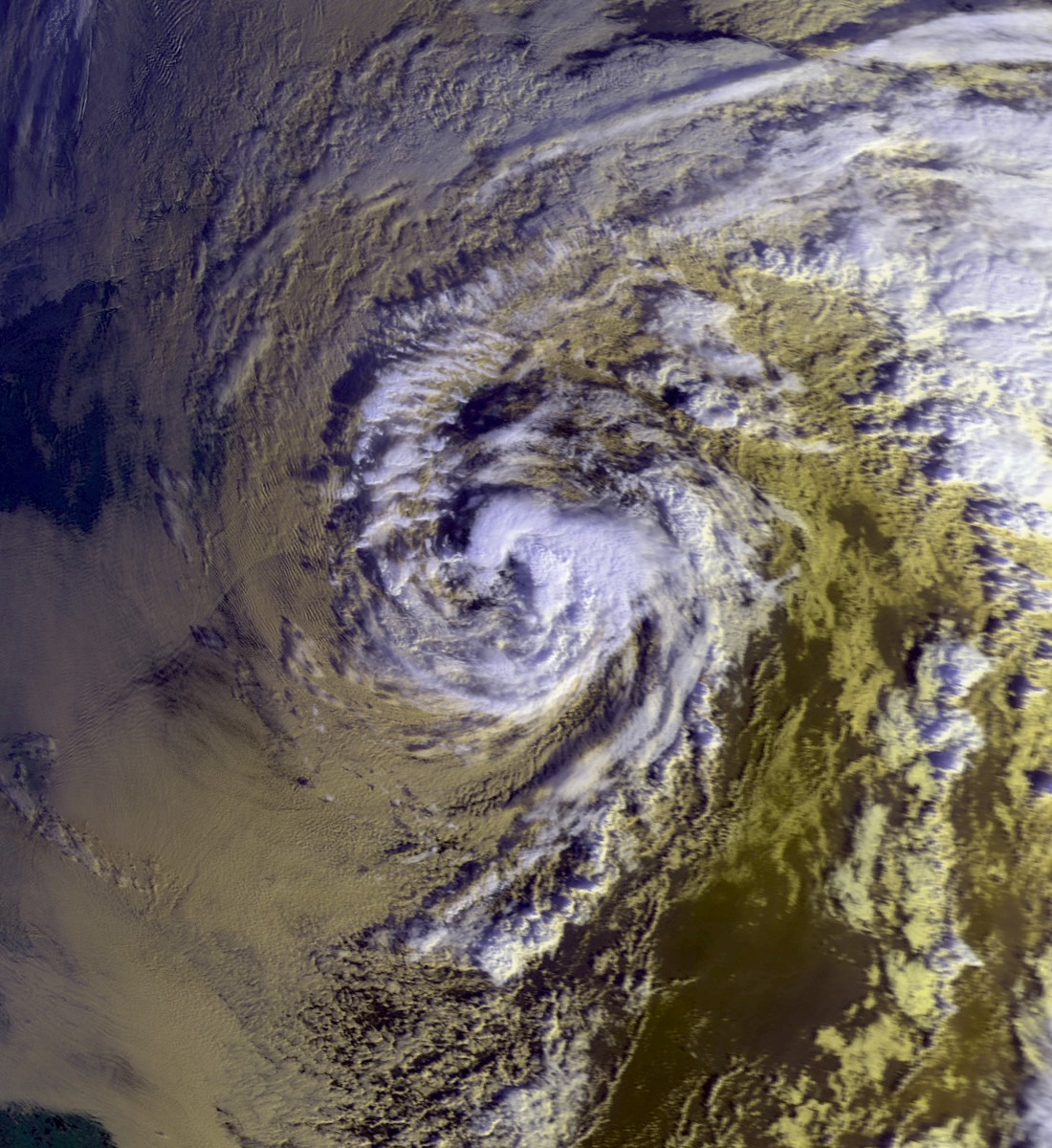
Huracán Gordon intensidad de cumbre cercana en noviembre 18 en 13:08 UTC

Las corrientes de arrastre se mantuvieron débiles, lo que dio a la tormenta la oportunidad de volver a desarrollar completamente su convección profunda mientras permanecía inmóvil en el mar. Durante este tiempo, la tormenta tropical Gordon comenzó a generar tornados. Como el centro de la tormenta estaba bastante alejado de la costa,solo seis tornados tocaron tierra en la costa de Florida. Cuatro de los tornados fueron calificados F0 en la escala Fujita, dos fueron calificados F1, y uno recibió una calificación F2 con velocidades estimadas de viento de 181-253 km/h.
Después de estancarse cerca de la costa durante casi un día, un canal de la troposfera media a superior sobre los EE. UU. Centrales lentamente arrastró a la tormenta tropical Gordon hacia el norte y luego al norte-noreste hacia la costa oeste de la Florida. La tormenta tocó tierra entre Ft. Myers y Naples con vientos de 85 km/h. El componente hacia el este del movimiento de la tormenta aumentó, y Gordon se movió hacia el noreste en la península de Florida a 17 km/h. La tormenta apenas se debilitó cuando cruzó la tierra manteniendo sus vientos de 85 km/h. La tormenta continuó cogiendo fuerza durante las seis horas que tardó en cruzar la península.Cruzando la península en apenas seis horas, la tormenta continuó cobrando velocidad. Temprano el 17 de noviembre, de vuelta sobre el océano abierto, la presión central de la tormenta comenzó a caer. La mejora en la organización no fue aparente y la cizalladura del viento estaba tirando del núcleo de la convección profunda cuando, el 17 de noviembre, Gordon de repente generó vientos de 120 km/h y fue actualizado a huracán de categoría 1.

## Tercer toque de tierra y esaparición
EEl canal de onda corta que había estado dirigiendo Gordon a través de la Florida se adelantó a la tormenta y su influencia fue reemplazada por una cresta troposférica en el este de los Estados Unidos. Bajo la influencia de esta nueva cresta, la tormenta, que había estado acelerando al noreste a 40 km/h, giró hacia el norte el 17 de noviembre. El ciclo del huracán continuó y, a medida que se movía hacia un rumbo oeste-noroeste, Gordon amenazó brevemente a los Outer Banks de Carolina del Norte antes de detenerse una vez más en alta mar. En la presencia de corrientes débiles de dirección una vez más, Gordon perdió fuerza y regresó al estado de tormenta tropical con vientos de 110 km/h. El 18 de noviembre, a unos 150 km de los Bancos Externos, Gordon comenzó una deriva hacia el sur de la costa de Carolina del Norte. En su roce con los Estados del Atlántico Medio, Gordon dejó unas precipitaciones de 5-13 cm con un máximo de 13.3 cm registradas en Norfolk, Virginia.[48] Las aguas cálidas mejoraron su formación, pero esto no dio lugar a vientos más fuertes y la tormenta continuó debilitándose. Fuertes vientos de nivel superior azotaron la tormenta desde el noroeste. Despedazaron la convección de nivel superior de Gordon mientras contaminaban la tormenta con aire más frío y seco que debilitó su convección de nivel inferior.
Un sistema de alta presión sobre el centro de Estados Unidos se desplazó hacia el este y agregó un componente hacia el oeste al movimiento hacia el sur de Gordon, tirando de la tormenta hacia el sudoeste hacia Florida. La cizalladura persistente y la continua falta de convección profunda finalmente reducen los vientos de la tormenta para soplar la fuerza de la tormenta tropical, y en la mañana del 20 de noviembre Gordon se convirtió en una depresión tropical. El sistema de alta presión sobre el continente continuó tirando de la depresión hacia el oeste hasta que hizo su toque final cerca de Cabo Cañaveral esa noche con vientos de 45 km/h. Entre sus tres recaladas en Florida, el huracán Gordon vertió 13-25 cm de lluvia en Florida, con una estación en Cooperstown registrando 40.9 cm. La tormenta se movió hacia el norte a través de Florida, hacia el noreste a través de Georgia, y finalmente se fusionó con un sistema frontal sobre Carolina del Sur.

### Seguimiento y pronóstico
La pista de Gordon se comparó con el huracán Dawn en 1972. El Centro Nacional de Huracanes describió la tormenta como "un sistema complejo, que siguió un camino inusual y errático sobre el oeste del mar Caribe y las islas, Florida y el Atlántico suroccidental". Debido a la ruta, la agencia tuvo dificultades para pronosticar a Gordon, y los errores de pronóstico fueron de 10% a 30% por encima del promedio de la década anterior.